# Hubert Strolz
Hubert Strolz (* 26. Juni 1962 in Warth in Vorarlberg) ist ein ehemaliger österreichischer Skirennläufer. Er startete von 1981 bis 1994 im Skiweltcup, wurde 1988 Zweiter im Riesenslalomweltcup und Dritter im Gesamtweltcup und erreichte in allen Disziplinen außer der Abfahrt zahlreiche Podestplätze, konnte aber nur einen Weltcupsieg verbuchen. Sein größter Erfolg war der Olympiasieg in der Kombination in Calgary 1988. 34 Jahre später gewann sein Sohn Johannes in Peking ebenfalls olympisches Gold in der Kombination.

## Biografie
Strolz besuchte die Skihauptschule in Schruns, sein Vater war Skilehrer. Die ersten größeren Erfolge auf internationaler Ebene gelangen dem Vorarlberger im Europacup. In der Saison 1980/81 gewann er die Riesenslalomwertung und wurde Vierter im Gesamtklassement, ein Jahr später wiederholte er seinen Riesenslalomsieg, gewann auch die Gesamtwertung und wurde Fünfter im Slalomklassement.

### Einstieg in den Weltcup
Die ersten Weltcuprennen fuhr Strolz in der Saison 1980/81, am 28. März holte er mit Rang sieben im Riesenslalom von Laax erstmals Weltcuppunkte. In der folgenden Saison erreichte er bereits zwei vierte Plätze und er kam auch bei den Weltmeisterschaften 1982 in Schladming zum Einsatz. Im Riesenslalom belegte er dabei den zehnten Platz. In der Saison 1982/83 erreichte er drei fünfte Plätze, einmal in der Kombination und zweimal im damals neuen Super-G. In der Saison 1983/84 kam Strolz mit Platz zwei im Riesenslalom am Chuenisbärgli in Adelboden am 10. Jänner 1984 erstmals im Weltcup auf das Siegerpodest und qualifizierte sich damit auch für die Olympischen Winterspiele 1984 in Sarajevo. Dort belegte er im Riesenslalom den sechsten Platz, im Slalom fiel er aber im ersten Durchgang aus. Im März erreichte er einen weiteren zweiten Platz im Riesenslalom von Åre. Auch im folgenden Winter kam er einmal auf das Podest, bei den Weltmeisterschaften 1985 in Bormio fiel er aber im zweiten Riesenslalomdurchgang aus. Während der Saison 1985/86 fuhr Strolz insgesamt achtmal unter die besten drei (siebenmal im Riesenslalom und einmal im Super-G) und kam damit erstmals in seiner Karriere unter die besten zehn im Gesamtweltcup. Im Riesenslalomweltcup erreichte er den dritten Platz. Die nächste Saison war mit nur zwei Podestplätzen nicht ganz so erfolgreich. Bei den Weltmeisterschaften 1987 in Crans-Montana verfehlte der Vorarlberger nur knapp eine Medaille. Im Riesenslalom wurde er als bester Österreicher Vierter und blieb nur um acht Hundertstelsekunden hinter dem drittplatzierten Alberto Tomba, im Super-G belegte er den fünften Platz.

### Olympiagold und -silber in Calgary

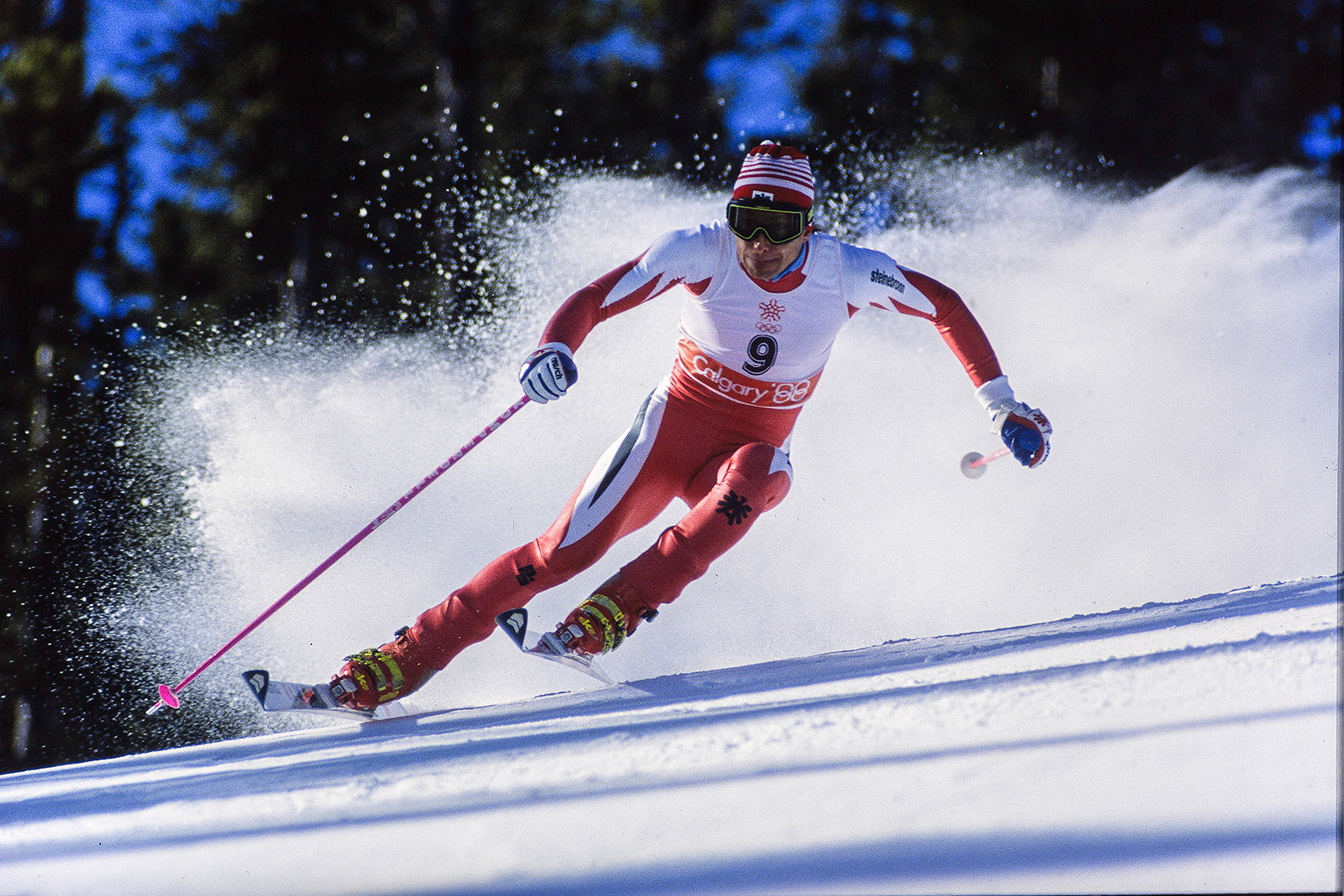
Hubert Strolz bei den Olympischen Winterspielen 1988 in Calgary

Die Saison 1987/88 war Strolz’ erfolgreichste. Nach bisher 14 Podestplätzen gewann er am 17. Jänner 1988 sein erstes und zugleich einziges Weltcuprennen, die Kombination von Bad Kleinkirchheim, wo die Hahnenkammrennen ersatzweise ausgetragen wurden. Mit weiteren fünf Podestplätzen und zahlreichen Top-Ten-Resultaten erreichte er den dritten Platz im Gesamtweltcup, gewann die Kombinationswertung, wurde Zweiter im Riesenslalomweltcup, Fünfter im Super-G- und Sechster im Slalomweltcup. Den größten Erfolg feierte der damals 25-Jährige aber bei den Olympischen Winterspielen 1988 in Calgary. Nachdem der große Favorit Pirmin Zurbriggen, der nach der Abfahrt führte, im zweiten Slalomdurchgang kurz vor dem Ziel ausfiel, wurde Strolz Olympiasieger in der wiederum ins Olympiaprogramm aufgenommenen Kombination. Im Riesenslalom wurde er Zweiter hinter Alberto Tomba und im Super-G verfehlte er als Vierter nur um drei Hundertstelsekunden eine weitere Medaille. Im Weltcup-Finale in Saalbach schien er im Super-G (24. März) zu seinem ersten Einzelsieg zu kommen, doch wurde er noch von Martin Hangl abgefangen.
Nicht ganz so gut verlief die Saison 1988/89. Strolz kam dreimal auf das Podest und fiel im Gesamtweltcup auf den zehnten Platz zurück. Bei den Weltmeisterschaften 1989 in Vail verpasste er wie zwei Jahre zuvor knapp eine Medaille und wurde Vierter im Super-G (auch hier schien er lange Zeit sicher die Bronzemedaille erreicht zu haben). Im Riesenslalom schied er bereits im ersten Durchgang aus. Im Winter 1989/90 konnte sich der Vorarlberger wieder steigern und verfehlte im Slalom von Kranjska Gora nur um eine Hundertstelsekunde seinen zweiten Weltcupsieg. Mit mehreren Podestplätzen erreichte er den dritten Rang im Riesenslalomweltcup, in der Gesamtwertung wurde er Siebenter. Ungewohnt schlecht verlief die Saison 1990/91. Im Weltcup kam Strolz lediglich zweimal unter die schnellsten zehn. Das beste Saisonresultat erreichte er bei den Weltmeisterschaften in Saalbach-Hinterglemm mit Rang sechs in der Kombination. Im WM-Super-G belegte er allerdings nur den 22. Rang. Nochmals bergauf ging es in der Saison 1991/92. Mit vier Podestplätzen, drei davon in Kombinationen, wurde er Zweiter in der Kombinationswertung und jeweils Neunter im Gesamt- und Slalomweltcup. Bei den Olympischen Winterspielen 1992 wäre ihm fast die erfolgreiche Verteidigung seines Kombinationssieges gelungen, aber im zweiten Slalomdurchgang schied er wenige Tore vor dem Ziel aus. Die anderen Rennen konnte er zwar beenden, erreichte dabei aber keine Spitzenplätze.

### Späte Jahre
Zu Beginn der Saison 1992/93 belegte Strolz zwei dritte Plätze im Slalom, kam aber anschließend nur noch einmal unter die besten zehn. Mit dem 28. Platz in der Abfahrt von St. Anton holte er zum einzigen Mal in dieser Disziplin Weltcuppunkte. Bei den Weltmeisterschaften 1993 im japanischen Morioka-Shizukuishi belegte er den vierten Platz im Slalom und Rang sechs im Riesenslalom und verfehlte damit neuerlich nur knapp eine Medaille. In der Kombination schied er im Abfahrtslauf aus. Nach den Weltmeisterschaften beendete Strolz die Saison, um sich bereits frühzeitig auf den kommenden Olympiawinter vorzubereiten. Nachdem er in der Saison 1993/94 aber keine Topresultate mehr erbrachte, war ihm eine Teilnahme an den Olympischen Spielen nicht möglich. Am Ende des Winters gab der mittlerweile 31-Jährige nach 14 Saisonen im Weltcup seinen Rücktritt bekannt.

### Nach der Skikarriere
Bis 2009 leitete Hubert Strolz die Ski- und Snowboard-Schule in seinem Heimatort Warth am Arlberg.
Sein 1992 geborener Sohn Johannes Strolz ist ebenfalls Skirennläufer und gehört seit 2009 dem ÖSV-Kader an. 2022 gewann er in Peking, wie sein Vater 34 Jahre zuvor, ebenfalls olympisches Gold in der Kombination. Dies war der erste Fall im alpinen Skisport, dass Vater und Sohn Olympiasieger in derselben Disziplin wurden.

## Erfolge

### Olympische Winterspiele
- Sarajevo 1984: 6. Riesenslalom
- Calgary 1988: 1. Kombination, 2. Riesenslalom, 4. Super-G
- Albertville 1992: 9. Riesenslalom, 13. Slalom, 24. Super-G

### Weltmeisterschaften
- Schladming 1982: 10. Riesenslalom
- Crans-Montana 1987: 4. Riesenslalom, 5. Super-G
- Vail 1989: 4. Super-G
- Saalbach-Hinterglemm 1991: 6. Kombination, 22. Super-G
- Morioka-Shizukuishi 1993: 4. Slalom, 6. Riesenslalom

### Weltcupwertungen
Hubert Strolz gewann einmal die Disziplinenwertung in der Kombination.
| Saison  | Gesamt | Gesamt | Abfahrt | Abfahrt | Super-G | Super-G | Riesenslalom | Riesenslalom | Slalom | Slalom | Kombination | Kombination |
| Saison  | Platz  | Punkte | Platz   | Punkte  | Platz   | Punkte  | Platz        | Punkte       | Platz  | Punkte | Platz       | Punkte      |
| ------- | ------ | ------ | ------- | ------- | ------- | ------- | ------------ | ------------ | ------ | ------ | ----------- | ----------- |
| 1980/81 | 73.    | 10     | –       | –       | –       | –       | 25.          | 10           | –      | –      | –           | –           |
| 1981/82 | 20.    | 59     | –       | –       | –       | –       | 9.           | 44           | 22.    | 15     | –           | –           |
| 1982/83 | 39.    | 38     | –       | –       | –       | –       | 15.          | 27           | –      | –      | 17.         | 11          |
| 1983/84 | 22.    | 72     | –       | –       | –       | –       | 6.           | 65           | 31.    | 7      | –           | –           |
| 1984/85 | 36.    | 49     | –       | –       | –       | –       | 10.          | 49           | –      | –      | –           | –           |
| 1985/86 | 9.     | 147    | –       | –       | 8.      | 29      | 3.           | 90           | 20.    | 28     | –           | –           |
| 1986/87 | 14.    | 81     | –       | –       | 21.     | 12      | 4.           | 66           | 24.    | 12     | –           | –           |
| 1987/88 | 3.     | 190    | –       | –       | 5.      | 31      | 2.           | 69           | 6.     | 50     | 1.          | 40          |
| 1988/89 | 10.    | 112    | –       | –       | 13.     | 18      | 6.           | 46           | 12.    | 33     | 8.          | 15          |
| 1989/90 | 7.     | 155    | –       | –       | 11.     | 33      | 3.           | 71           | 13.    | 51     | –           | –           |
| 1990/91 | 45.    | 26     | –       | –       | 27.     | 4       | 22.          | 12           | 23.    | 10     | –           | –           |
| 1991/92 | 9.     | 611    | –       | –       | 13.     | 126     | 36.          | 40           | 9.     | 265    | 2.          | 180         |
| 1992/93 | 21.    | 312    | 58.     | 3       | –       | –       | 27.          | 32           | 12.    | 172    | 5.          | 105         |
| 1993/94 | 80.    | 61     | –       | –       | –       | –       | 28.          | 48           | 43.    | 13     | –           | –           |

### Weltcupsiege
Strolz errang insgesamt 33 Podestplätze, davon 1 Sieg:
| Datum           | Ort                | Land       | Disziplin   |
| --------------- | ------------------ | ---------- | ----------- |
| 17. Jänner 1988 | Bad Kleinkirchheim | Österreich | Kombination |

### Europacup
- Saison 1980/81: 4. Gesamtwertung, 1. Riesenslalom
- Saison 1981/82: 1. Gesamtwertung, 1. Riesenslalom, 5. Slalom
- Vier Siege, weitere fünf Podestplätze

## Auszeichnungen (Auszug)
- 1996: Goldenes Ehrenzeichen für Verdienste um die Republik Österreich